# Ottavio Scarlattini
Ottavio Scarlattini (1623 – 1699) foi um matemático e teólogo italiano.
Foi um cônego regular.

## Obras
- Del Davide musico armato: idea dell'ottimo prencipe ecclesiastico, e secolare. Bolonha: Gioseffo Longhi. 1677
- Dell'Epicuro contro gli epicurei. Bolonha: Giacomo Monti. 1679
- L'huomo, e sue parti figurato, e simbolico, anatomico, rationale, morale, mistico, politico, e legale. Bolonha: Giacomo Monti. 1683
- Analoghe proportioni sopra il non anche risoluto problema d'Euclide per la quadratura del circolo. Bolonha: Pietro Maria Monti. 1690